# Момот великий
Момот великий (Momotus aequatorialis) — вид сиворакшоподібних птахів родини момотових (Momotidae).

## Поширення
Вид поширений на північному заході Південної Америки. Трапляється у тропічних та субтропічних дощових лісах в Колумбії, Еквадорі, Перу та Болівії.

## Опис
Тіло завдовжки до 48 см і вагою 123—176 г. птах на вигляд стрункої статури. Хвіст довгий, ступінчастий, синього кольору. Два кермових пера видовжені і закінчуються «прапорцями». Спина, крила і хвіст забарвлені в зелений колір. Черево та груди світло-зеленого кольору. Верхня частина голови блакитна з чорною маківкою. Лицьова маска чорна. На вухах є синя пляма, а на горлі невелика кількість чорного пір'я, яке утворює крапчастий візерунок. Очі червоні. Дзьоб чорний і міцний. Статевий диморфізм не виражений.

## Спосіб життя
Живе під пологом дощового лісу. Живиться комахами, дрібними хребетними, рідше дрібними плодами. Гнізда облаштовує у норах.